# Anton van Gijn

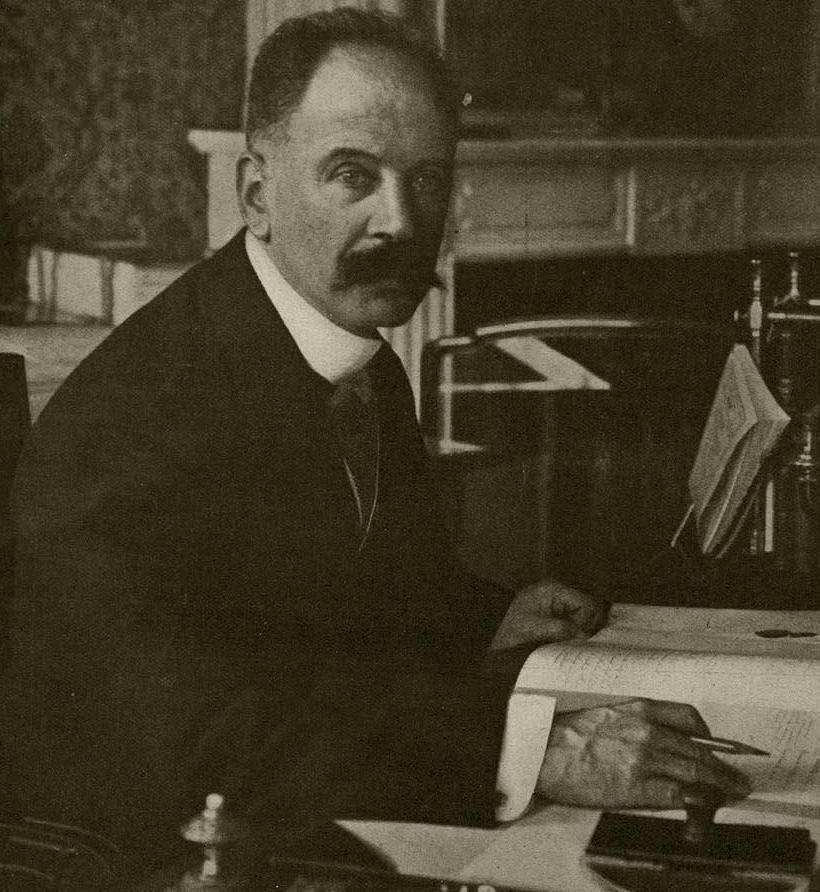
Anton van Gijn (Februar 1916)

Anton van Gijn (* 17. September 1866 in Dordrecht, Provinz Zuid-Holland; † 11. Mai 1933 in Den Haag) war ein niederländischer Wirtschaftswissenschaftler, Hochschullehrer und liberaler Politiker, der unter anderem zwischen 1905 und 1916 als Generalschatzmeister (Thesaurier-generaal) im Finanzministerium sowie von 1916 bis 1917 Finanzminister im Kabinett Cort van der Linden war. Er trat 1917 wegen eines Konflikts mit seinen Kabinettskollegen über die Staatsausgaben nach nur einem Jahr Amtszeit zurück. Er war zudem zwischen 1922 und 1929 Mitglied der Zweiten Kammer der Generalstaaten.

## Leben

### Generalschatzmeister und Finanzminister

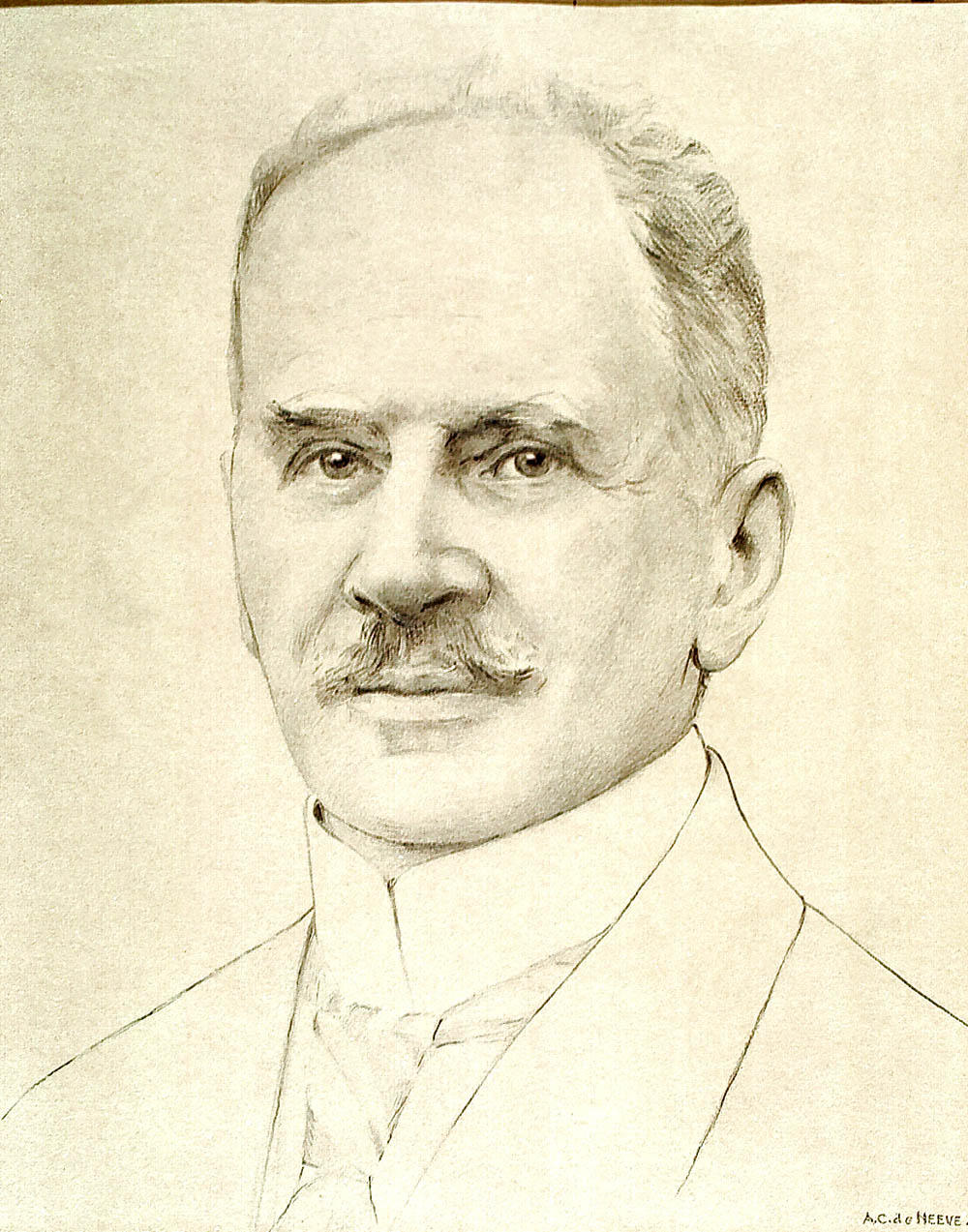
Anton van Gijn als Generalschatzmeister im Finanzministerium (Zeichnung von Antonius Christiaan de Neeve, 3. Mai 1905).

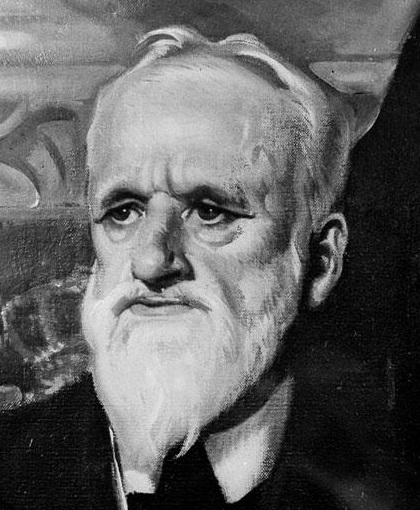
Im Kabinett von Ministerpräsident Pieter Cort van der Linden war van Gijn zwischen 1916 und 1917 Finanzminister.

Anton van Gijn stammte aus einer Dordrechter Patrizierfamilie und war der jüngste von drei Söhnen sowie das jüngste von vier Kindern von Hugo van Gijn (1809–1870), Mitinhaber des Holzhandelsunternehmens Kuijl & Van Gijn, und dessen Ehefrau Françoise Cornelia Stoop. Eine seiner weiblichen Vorfahren war eine Schwester von Johan de Witt, der zwischen 1653 und 1672 Ratspensionär der Republik der Vereinigten Niederlande war. Nach dem Schulbesuch absolvierte er ein Studium der Finanzwissenschaft an der Universität Leiden und schloss dort 1892 seine Promotion mit der Dissertation Herziening van de belastbare opbrengst van ongebouwde eigendommen ab, in der er sich mit der Überprüfung der steuerpflichtigen Erträge aus unbebauten Grundstücken befasste. 1891 gehörte er neben Helena Mercier, Christian Wilhelm Janssen und Christian Wilhelm Janssen zu den Mitbegründern der sozio-kulturellen Vereinigung Ons Huis. In den folgenden Jahren wurde er zu einem Fachmann auf dem Gebiet Öffentliche Finanzen und löste im März 1905 Rudolf Patijn als Generalschatzmeister (Thesaurier-generaal) im Finanzministerium. Er bekleidete dieses Amt bis zu seiner Ablösung durch Leonardus Trip im Februar 1916 und war damit als Verantwortlicher für die Finanz- und Wirtschaftspolitik des Ministeriums enger Berater zahlreicher Finanzminister und Regierungen in dieser Zeit.
Van Gijn, der bis 1910 als liberaldemokratisch und danach als liberal geprägt galt, wurde nach dem Rücktritt von Willem Treub am 8. Februar 1916 schließlich selbst Finanzminister (Minister van Financiën) im Kabinett Cort van der Linden. 1913 hatte er zu Beginn der Amtszeit des Kabinetts Cort van der Linden das ihm angebotene Amt des Finanzministers wegen seiner Einwände gegen den außerparlamentarischen Charakter des Kabinetts und gegen die Lastendeckung der Sozialgesetzgebung noch abgelehnt. 1916 verteidigte er erfolgreich den Entwurf des Stempelgesetzes (Zegelwet) in der Zweiten Kammer, allerdings wurde das Gesetz erst 1917 von seinem Nachfolger im Staatsblad veröffentlicht. 1916 kam es zum Erlass des Kriegsgewinnsteuergesetzes (Wet op de oorlogswinstbelasting), das alle Einkommenssteigerungen oder Gewinne besteuert, die sich aus dem Kriegszustand ergaben, wobei dieses Gesetz rückwirkend ab Beginn des Ersten Weltkrieges zum 1. August 1914 galt. 1917 kam es zur Verabschiedung eines Gesetzes zur Überarbeitung des Erbschaftsgesetzes (Wet tot herziening van de Successiewet), das Schenkungen unter Lebenden mit den gleichen Sätzen wie Erbschaften besteuerte, während Ernährer von der Erbschaftssteuer befreit waren. Als Finanzminister wollte er mehr Einfluss auf die Vergabe von Krisenkrediten durch die verschiedenen Ministerien und trat letztlich wegen Einwänden gegen die Finanzierung der Ernährungspolitik am 22. Februar 1917 zurück, woraufhin ihn sein Vorgänger Willem Treub ablöste.

### Hochschullehrer und Mitglied der Zweiten Kammer

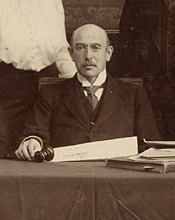
Nach dem Tode von Hendrik Coenraad Dresselhuijs am 16. Dezember 1926 war er vom 6. Januar 1927 bis zum 9. Juli 1929 Vorsitzender der Fraktion des Freiheitsbundes (De Vrijheidsbond) in der Zweiten Kammer der Generalstaaten.

Im September 1920 übernahm Anton van Gijn eine Lehrtätigkeit als Privatdozent an der Niederländischen Handelshochschule NHH (Nederlandse Handels-Hoogeschool) in Rotterdam und unterrichtete dort bis September 1922. Zugleich unterrichtete er zwischen September 1922 und 1929 als Privatdozent an seiner Alma Mater, der Universität Leiden.
Bei den Wahlen vom 5. Juli 1922 wurde er für den Freiheitsbund (De Vrijheidsbond), aus dem 1937 die Liberale Staatspartei (Liberale Staatspartij) hervorging, erstmals Mitglied der Zweiten Kammer der Generalstaaten und gehörte dieser nach seiner Wiederwahl bei den Wahlen am 1. Juli 1925 zwischen dem 25. Juli 1922 und dem 17. September 1929 an. Er sprach während seiner Parlamentszugehörigkeit zu verschiedenen Themen wie Finanzen, Inneres, Hochschulbildung, Wasserwirtschaft, Suriname, öffentliche Gesundheit und Sozialgesetzgebung. Im September 1924 wurde er Zweiter bei der Nominierung für die Wahl zum Vorsitzenden der Zweiten Kammer und unterlag damit Dionysius Koolen von der Römisch-Katholischen Staatspartei RKSP (Roomsch-Katholieke Staatspartij). Ein Jahr später leitete er im September 1925 als letzter stellvertretender Vorsitzender die erste Sitzung der Zweiten Kammer.
Nach dem Tode von Hendrik Coenraad Dresselhuijs am 16. Dezember 1926 war er vom 6. Januar 1927 bis zum 9. Juli 1929 Vorsitzender der Fraktion des Freiheitsbundes in der Zweiten Kammer, die nach den Wahlen vom 1. Juli 1925 neun Mitglieder umfasste. Während dieser Legislaturperiode war er zudem 1928 Vorsitzender des Haushaltsausschusses (Begrotingscommissie) für das Finanzressort sowie zwischen September 1928 und Juni 1929 auch Mitglied der Zentralabteilung der Zweiten Kammer.
Nach seinem Ausscheiden aus der Zweiten Kammer war van Gijn von Juli 1932 bis zu seinem Tode im Mai 1933 Mitglied der Staatskommission für kommunale Girodienste (Staatscommissie inzake de gemeentelijke girodiensten), die nach ihrem Vorsitzenden Ernst Heldring auch Heldring-Kommission genannt wurde. Zuletzt war er 1933 zudem noch Mitglied des Gesundheitsrates (Gezondheidsraad). Für seine langjährigen Verdienste wurde er Kommandeur des Ordens von Oranien-Nassau und erhielt zudem das Ritterkreuz des Ordens vom Niederländischen Löwen. Er war seit dem 12. März 1896 mit  Gijsberta Johanna Maas Geesteranus verheiratet.

## Veröffentlichungen
- Herziening van de belastbare opbrengst van ongebouwde eigendommen, Dissertation, Universität Leiden, 1892
- Persoonlijke bemoeiingen van meer ontwikkelden in ’t belang van minder ontwikkelden (Toynbee-werk), Amsterdam 1895
- Een verbeterd „Gothenburgsch stelsel“. Vlugschrift met het oog op de aanstaande herziening der Drankwet, Utrecht 1903
- Rapport over de banken van leening, particuliere leenbanken en huizen van koop met recht van wederinkoop in Nederland, Amsterdam 1904
- Woningbouw en woningwet. Modelstatuten voor vereenigingen als bedoeld in de Woningwet. Met eene inleiding betreffende de voordeelen door de Woningwet aan toegelaten vereenigingen verleend en eene toelichting der verschillende artikelen, Haarlem 1904
- Rapport van de staatscommissie voor de verdediging van Nederlandsch-Indië, Den Heeg 1913
- Het renteprobleem in de leer der financiën, Den Haag 1918
- Marteling der Armeniërs in Turkije. Naar berichten van ooggetuigen, Haarlem 1918
- Prae-adviezen over de vraag. Is invoering van staatsmonopolies ter versterking van de staatsinkomsten wenschelijk? Zoo ja, welke monopolies zouden dan daarvoor in aanmerking komen?, Den Haag 1918
- De druk der accijnzen en invoerrechten, Purmerend 1928
- De algemeene beginselen voor de heffing van belastingen, Purmerend 1929

in deutscher Sprache
- Volkswirtschaftliche Betrachtungen. Ein Vortrag, 1921